# Arnaud Cosson
Pour les articles homonymes, voir Cosson (homonymie).
 (janvier 2013).
Si vous disposez d'ouvrages ou d'articles de référence ou si vous connaissez des sites web de qualité traitant du thème abordé ici, merci de compléter l'article en donnant les références utiles à sa vérifiabilité et en les liant à la section « Notes et références ».
Arnaud Cosson est un humoriste français, né le 7 mars 1981 à Rennes en Ille-et-Vilaine.

## Carrière
Arnaud Cosson fait ses premières armes sur scène en tant qu'animateur dans les hôtels clubs à l'étranger puis en France.
Quelques saisons plus tard, en octobre 2004, ce fils de gendarme décide de tenter l'aventure parisienne avec ses premiers sketchs qui seront à la base de son one-man-show intitulé Mon pestacle, renommé par la suite Tout est bon dans le Cosson.
Il écume les scènes ouvertes et trouve rapidement une programmation qui lui permet de travailler de façon régulière son spectacle et les personnages qu'il interprète.
Il fait ses premiers festivals et remporte de nombreux prix (Prix Sacd au festival Juste pour Rire de Nantes 2008, Prix du public du festival de Rocquencourt 2008, festival International du Grand Rire à Québec).
Parallèlement, il fait ses premières télés en 2008 et devient l'un des artistes réguliers de l'émission Pliés en 4 présentée par Cyril Hanouna, diffusée quotidiennement sur France 4.
En avril 2008, il fait son entrée au théâtre des Blancs-Manteaux. En septembre de cette même année le café-théâtre du Point-Virgule lui propose une programmation.
Le 25 mars 2010, Arnaud Cosson participe à chaque émission animée par Sébastien Cauet sur TF1 intitulée Ça va s'Cauet jusqu'à son interruption le 27 mai 2010. Du 30 septembre 2010 au 21 juin 2012, il intervient régulièrement dans l'émission On n'demande qu'à en rire de Laurent Ruquier, sur France 2 ou il se fait connaître du grand public français.
Il apparaît également dans le film À l'aveugle de Xavier Palud en 2012.
En 2017, il est élu membre de l'Académie Alphonse Allais.

## Théâtre
- Depuis 2025 :  Blind Test de Damien Lecamp

## Spectacles
- 2004 : Mon pestacle puis renommé Tout est bon dans le Cosson.
- 2014 : Oh la la.
- Depuis 2017 : Le Syndrome de la page blanche.

## Radio
- Rire et chansons : plusieurs de ses sketches sont diffusés

## Télévision
- 2008-2009 : Pliés en 4 présentée par Cyril Hanouna sur France 4
- 2010 : Ça va s'Cauet présentée par Sébastien Cauet sur TF1
- 2010 - 2014 : On n'demande qu'à en rire présentée par Laurent Ruquier sur France 2
- 2011 : Vivement dimanche sur France 2
- 2012 : Bref. (Épisode 75 : Bref. J'ai tout cassé)
- 2012-2013[2] : ONDAR Show sur France 2

### On n'demande qu'à en rire
| 1             | Encore une victime du balconing                                        | 30 septembre 2010 | 54 (Repêchage)          |
| 2             | La yourte, ça vous tente ? (participation d'Arnaud Tsamere)            | 1er mars 2011     | 64                      |
| 3             | Un auteur avec ses lecteurs au Salon du Livre                          | 29 mars 2011      | 64                      |
| 4             | Adepte des jeux de grattage                                            | 4 avril 2011      | 15/20 (Téléspectateurs) |
| 5             | Maigrir est-il dangereux ?                                             | 12 avril 2011     | 71                      |
| 6             | J'ai 30 ans et j'ai encore mon doudou (participation de Florent Peyre) | 27 avril 2011     | 88                      |
| 7             | Le site de rencontres pour diplômés                                    | 5 mai 2011        | 79                      |
| 8             | La mode des concerts à domicile                                        | 10 mai 2011       | 84                      |
| 9             | Pass contraception dans les lycées                                     | 7 juin 2011       | 62                      |
| 10            | J'ai fait la fête des voisins                                          | 15 juin 2011      | 79                      |
| 11            | Les chewing-gums, fléau des trottoirs                                  | 21 juin 2011      | 87                      |
| 12            | Monaco en ligue 2                                                      | 27 juin 2011      | 70                      |
| Spécial été 1 | Randonnée en famille                                                   | 30 juillet 2011   | 65                      |
| Spécial été 2 | Je passe l'été à traquer les stars (en duo avec Olivier de Benoist)    | 13 août 2011      | 75                      |

| 13      | Première leçon de catéchisme | 14 septembre 2011 | 80                                         |
| 14      | Champion d'athlétisme avec défaut de prononciation (participation d'Antoine Schoumsky)                                                                                | 28 septembre 2011 | 75                                         |
| 15      | Bientôt un vaccin contre l'acné | 4 octobre 2011    | 56 (Repêchage)                             |
| 16      | Nouvelle application : "mon fils est-il gay ?" (participation de Cyril Garnier, Vérino, Donel Jack'sman, Nicole Ferroni et Sacha Judaszko)                            | 10 octobre 2011   | 15/20 (Téléspectateurs)                    |
| 17      | Les fêtes "sous casques" en discothèque (participation de Cyril Garnier)                                                                                              | 2 novembre 2011   | 82                                         |
| 18      | Je veux rentrer dans le Guinness Book (participation d'Arnaud Tsamere et Jérémy Ferrari)                                                                              | 8 novembre 2011   | 86                                         |
| 19      | Le Colunching (participation de Sandra Colombo, Nicole Ferroni et Garnier et Sentou)                                                                                  | 17 novembre 2011  | 73                                         |
| 20      | La gym pour seniors (participation de Pascal Rocher et Florent Peyre)                                                                                                 | 24 novembre 2011  | 92                                         |
| 21      | Avoir des yeux bleus grâce à une opération au laser (participation de Jérémy Ferrari et Shirley Souagnon)                                                             | 30 novembre 2011  | 74                                         |
| 22      | Je vois des complots partout | 7 décembre 2011   | 86                                         |
| 23      | L'ouverture du marché de la truffe | 16 décembre 2011  | 65/80                                      |
| 24      | Bloqué dans un aéroport à cause de la grève | 5 janvier 2012    | 66                                         |
| 25      | Pas facile de voir son père repouponner à 60 ans (participation du père d'Arnaud)                                                                                     | 18 janvier 2012   | 80                                         |
| 26      | Un homme vient rendre un tableau qu'il a volé (participation de Constance, Lamine Lezghad, Artus, Paco et Lorraine? Houpert)                                          | 24 janvier 2012   | 79                                         |
| 27      | Kid Lucky, l'enfance de Lucky Luke (participation de Sandra Colombo, Guillaume Sentou, Steeven & Christopher et Artus)                                                | 30 janvier 2012   | 89                                         |
| 28      | Ces citadins qui achètent leur nourriture à la ferme (en duo avec Constance)                                                                                          | 2 février 2012    | 68                                         |
| 29      | Un immeuble où ne vivent que des artistes (participation de Ahmed Sylla, Nicole Ferroni, Arnaud Tsamere et avec la voix de Yann Stotz)                                | 16 février 2012   | 96                                         |
| 30      | Le cycliste centenaire a battu un record (participation de Jérémy Ferrari)                                                                                            | 1er mars 2012     | 83                                         |
| 31      | La garde alternée fête ses 10 ans | 5 mars 2012       | 15/20 (Téléspectateurs)                    |
| 32      | Le grutier qui a rasé une maison par erreur (participation de Arnaud Tsamere)                                                                                         | 14 mars 2012      | 94                                         |
| 33      | En pleine allergie au pollen (sketch muet) | 26 mars 2012      | 78                                         |
| 34      | Collectif : Un télé-crochet pour les chanteurs à toc (avec Jérémy Ferrari, Arnaud Tsamere, Florent Peyre, Nicole Ferroni, Garnier et Sentou, Lamine Lezghad et Artus) | 7 avril 2012      | 100                                        |
| 35      | La dictée pour les nuls | 12 avril 2012     | 82                                         |
| Prime 2 | Visite de la maison natale de Jeanne d'Arc (participation de Nicole Ferroni, Les Kicékafessa et Arnaud Tsamere)                                                       | 13 avril 2012     | 155/200 (Jury : 74 - Téléspectateurs : 81) |
| 36      | J'évalue un restaurant sur Internet (participation de Florent Peyre)                                                                                                  | 25 avril 2012     | 80                                         |
| 37      | Choisir un parrain ou une marraine (participation d'Émilie Dieudonné)                                                                                                 | 11 mai 2012       | 73                                         |
| 38      | J'ai été victime d'un mariage gris | 21 juin 2012      | 82                                         |
| 39      | Comment bien brosser ses dents (participation de Cyril Garnier) | 27 juillet 2012   | 75                                         |

| 40 | Je cherche un job d'été (participation de Artus) | 25 avril 2013 | 75 |

| Non noté 1 | Dis-moi combien de bises tu fais, je te dirai d'où tu viens (participation de Ben, Camille Labarthe et Antoine Schoumsky) | 14 avril 2014 |
| Non noté 2 | Une expo sur les mousquetaires au Musée de l'Armée (en quatuor avec (en quatuor avec Arnaud Tsamere, Artus et Ben)        | 25 avril 2014 |
| Non noté 3 | Des lunettes pour mentir (participation de Ben et Artus)                                                                  | 8 mai 2014    |
| Non noté 4 | Bientôt les soldes d'été                                                                                                  | 16 juin 2014  |
| Non noté 5 | Les Français ont égaré 92 millions d'Euros en 2013 (en duo avec Arnaud Tsamere)                                           | 25 juin 2014  |

Le 7 avril 2012, il obtient 100 points, soit le deuxième record de l'émission après Les Lascars Gays, avec un sketch en collectif sur un télé-crochet musical faisant intervenir des personnes atteintes du Syndrome de Gilles de la Tourette, sketch à l'initiative de Jérémy Ferrari. À ce sketch ont également participé Jérémy Ferrari, Garnier et Sentou, Nicole Ferroni, Artus, Arnaud Tsamere, Lamine Lezghad et Florent Peyre.
Son record personnel est de 96/100 acquis lors de son 29e passage.
Il a participé au deuxième prime d'On n'demande qu'à en rire. Il n'avait pas été sélectionné pour le spectacle du Casino de Paris mais il a été repêché à la suite du désistement de Constance.

### ONDAR Show
Du 6 octobre 2012 au 26 janvier 2013, ils participent de façon hebdomadaire à l'émission ONDAR Show déprogrammée le 26 janvier 2013.
| 1 | La Préparation de Miss Nationale                  | Lamine Lezghad, Majid Berhila et Nicole Ferroni                                                                          | 17 novembre 2012 |
| 2 | Les pseudos des stars à l'hôtel                   | Nicole Ferroni, Florent Peyre, Garnier et Sentou et Babass                                                               | 22 décembre 2012 |
| 3 | Chanson pour les résolutions de la nouvelle année | Sandra Colombo et Nicole Ferroni                                                                                         | 19 janvier 2013  |
| 4 | Marseille, capitale européenne de la culture      | Florent Peyre, Lamine Lezghad et Arnaud Tsamere                                                                          | 26 janvier 2013  |
| 5 | Que sont-ils devenus ?                            | Lamine Lezghad, Arnaud Tsamere, Florent Peyre, Jérémy Ferrari, Babass, Les Lascars gays, Nicole Ferroni, Les Kicékafessa | 26 janvier 2013  |

## Cinéma

### Longs métrages
- 2012 : À l'aveugle de Xavier Palud : Vermulen
- 2012 : Qui a tué Cendrillon? de Laurent Ardoint : Le CRS

### Court métrage
- 2013 : Diagnostic, de Fabrice Bracq avec Michel Cymes et Nicole Ferroni